# Ambrosden
Ambrosden is een civil parish in het bestuurlijke gebied Cherwell, in het Engelse graafschap Oxfordshire met 2248 inwoners.

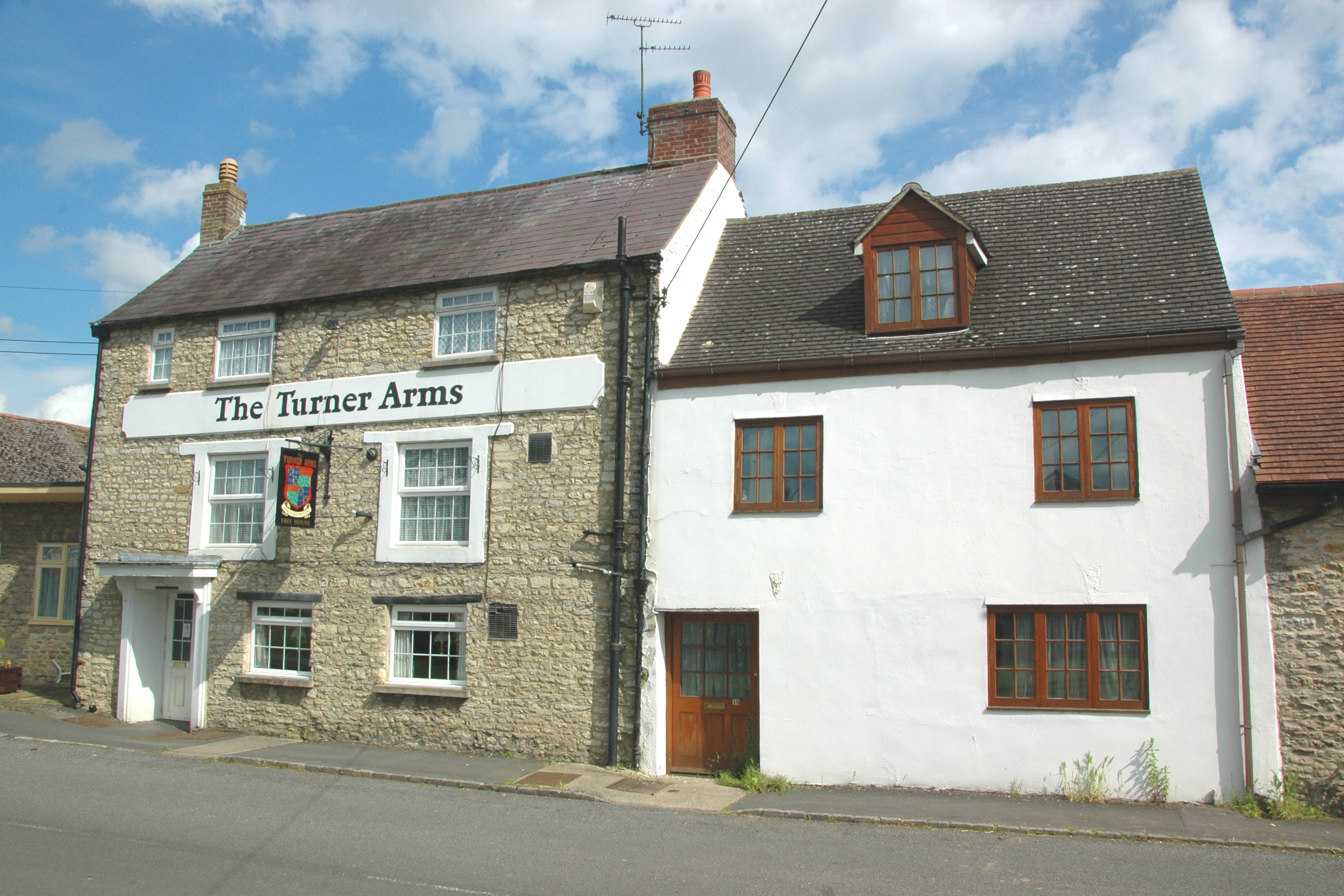
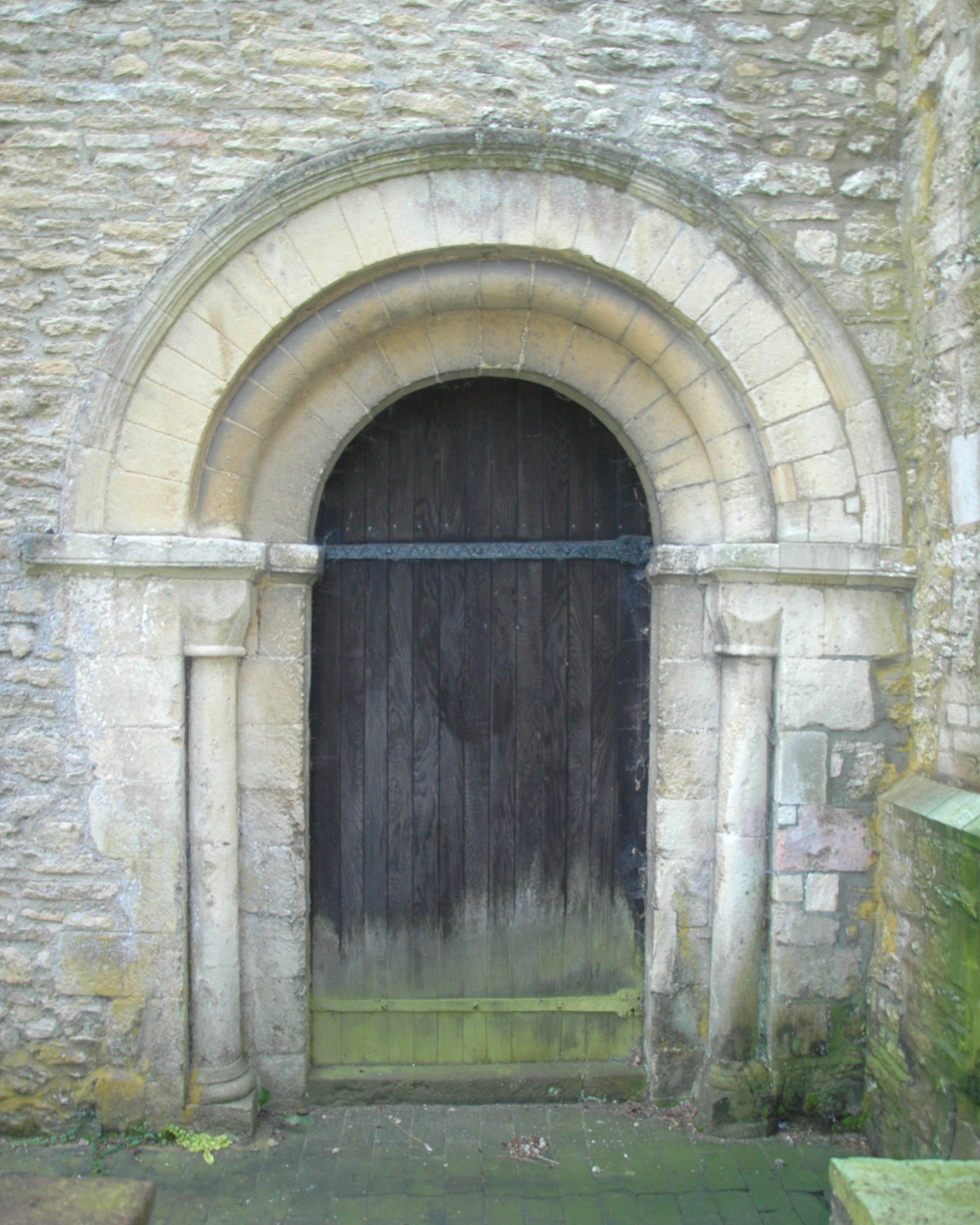
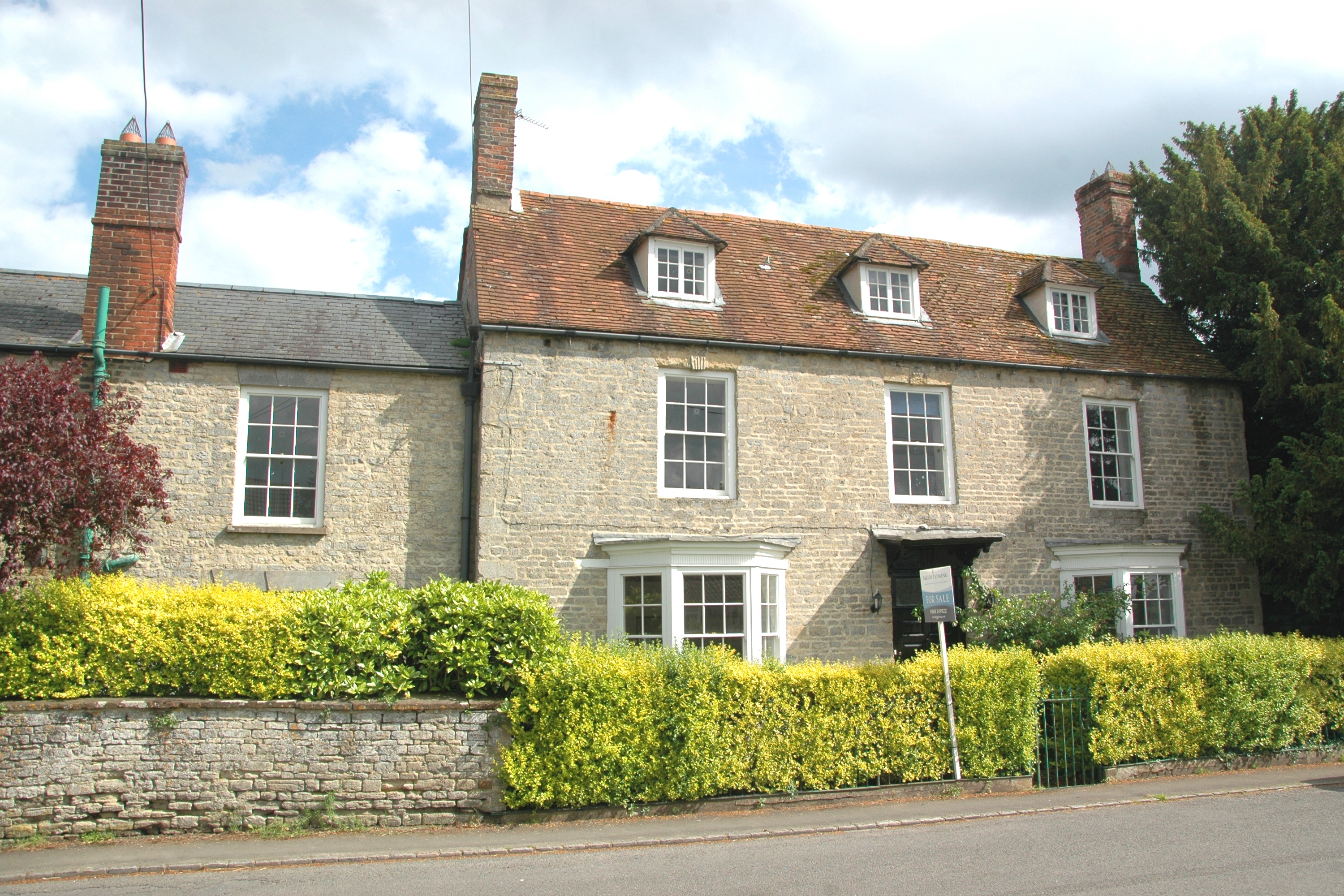
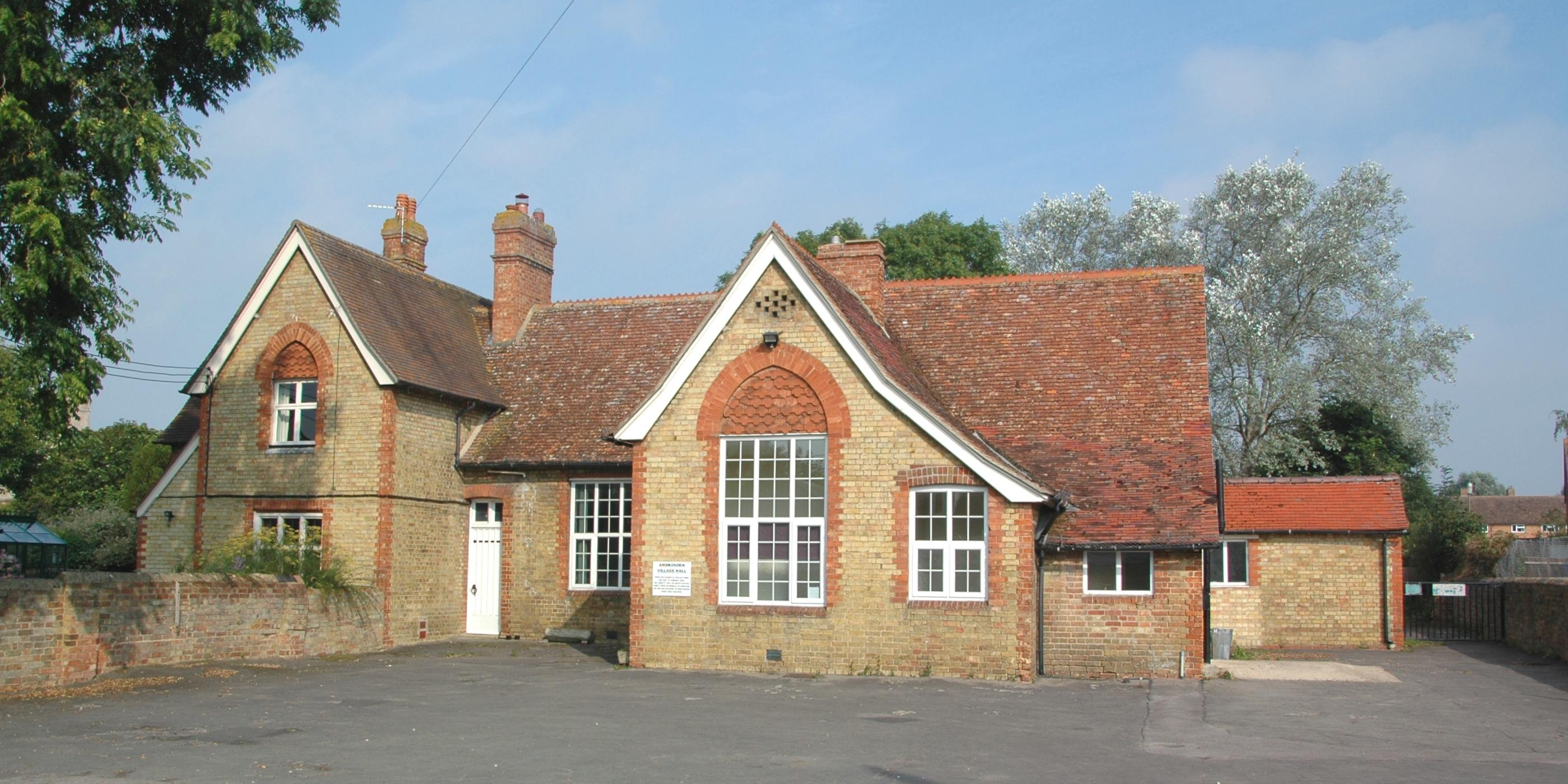
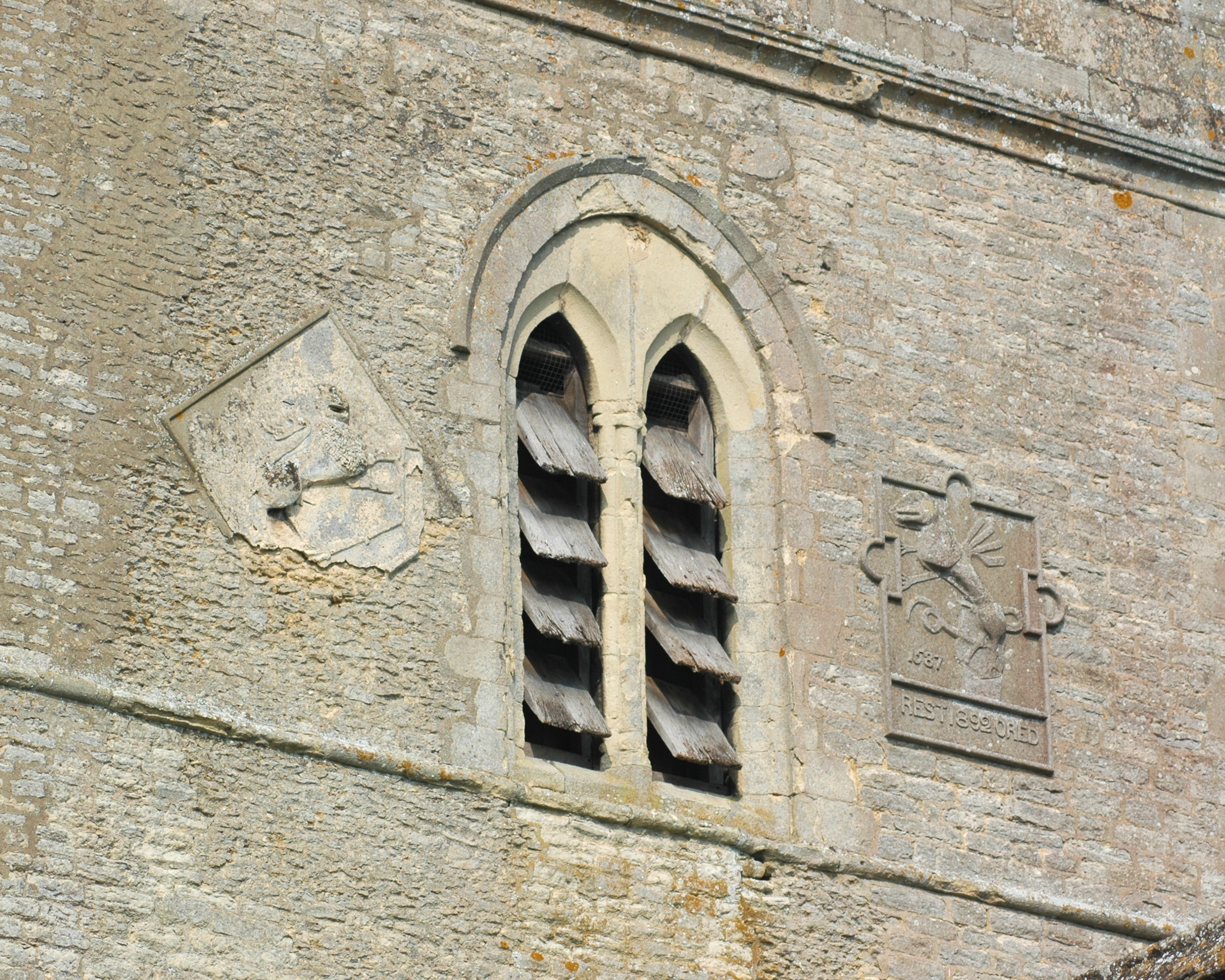